# Ramón Antonio Borrero y Cortázar
Ramón Antonio Borrero y Cortázar (Cuenca 8 september 1824 - 1895) was een Ecuadoraans schrijver, journalist, advocaat en politicus.
Ramón Borrero y Cortázar werd geboren als een van de tien kinderen van Manuel Isidro Borrero en María Francisca Borrero y Seminario. De bekendste van de tien was zijn broer Antonio die president was van Ecuador. Ramón zelf was ook politiek actief. Hij was afgevaardigde tijdens de constitutionele conventie van 1861. nadat Ignacio de Veintemilla de macht had gekregen werd hij samen met zijn Antonio, die hem zijn eerste hogere functie had gegeven verbannen uit Ecuador.
Ramón woonde, net als zijn Antonio, daarna in Chili en Peru. In 1883 werd de verbanning van de twee broers ongedaan gemaakt. Ramón werd bij zijn terugkeer vrij snel voorzitter van de senaat. Toen het mandaat van de voorlopige regering afliep werd Ramón interim-staatshoofd van Ecuador, feitelijk gezien president. Hij was dit formeel van 11 tot 15 oktober 1883, en bleef voorzitter van de senaat tot 17 februari 1884. Zijn opvolger als staatshoofd was Rafael Pérez Pareja, die aanbleef totdat José María Plácido Caamaño op 10 februari 1884 tot president van Ecuador beëdigd werd. In 1884 was hij vervolgens ook nog afgevaardigde op de constitutionele conventie. Na zijn politieke carrière was hij actief als schrijver, journalist en advocaat, net als zijn broer Antonio.